# 사우스일루서라

사우스일루서라

사우스일루서라(영어: South Eleuthera)는 바하마의 구로 일루서라섬에 위치한다.